# 張仲儒
張仲儒（?—?），直隸省天津府靜海縣人，清朝政治人物。進士出身。
光緒二十一年，登進士，同年五月，著交吏部掣签分发各省，以知县即用。光緒二十九年十一月，接替庄復恩。擔任江蘇宜興縣知縣。后由汪鳳嗚接任。之後擔任山東諸城縣知縣。